# Aletta Beck

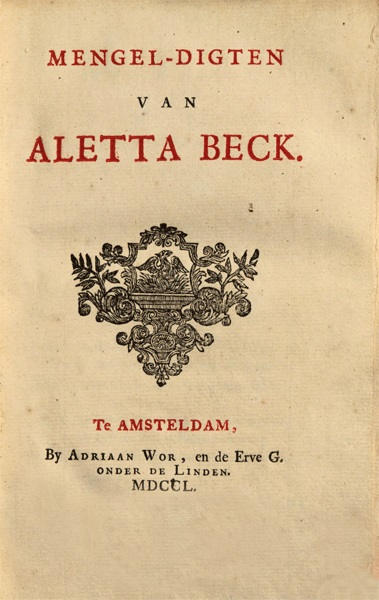

Aletta Beck, ook wel Aletta Bek, Aletta van Meurs of Aletta Slotsboo (Arnhem, omstreeks 1667 - Kaapstad, na 1740) was een Nederlandse dichter die in de Kaapkolonie woonde.

## Leven en werk

### Jeugd
Beck was dochter van de zakenman Stephanus Beck (gedoopt 11 juli 1627, overleden in juli 1700) en zijn tweede vrouw, Aletta van Ophuijsen (overleden in 1720).
Dat de Arnhemse doopboeken 20 november 1667 als Aletta's doopdatum opgeven is problematisch, aangezien ze in 1717 nog een kind heeft gekregen; volgens haar testament van januari 1710 was zij toen 31 jaar oud. Het lijkt daarom waarschijnlijker dat zij geboren is in 1678 of begin 1679. In een gedicht uit 1691 spreekt Aletta's stadgenoot Wouter Zimmers haar echter aan als een volwassene, niet als een kind. Volgens een brief uit 1738 was zij toen al ouder dan zeventig jaar en volgens een brief van 1743 had zij toen de leeftijd van 75 jaar bereikt, hetgeen weer klopt met de doopdatum van 1667. Literatuurhistoricus Pieter van Wissing heeft de beschikbare informatie bestudeerd. Hij komt hij tot de conclusie dat Aletta inderdaad in 1667 geboren is.

### Lid van dichtersgroep in Arnhem
In Arnhem is Aletta lid van een informele groep van dichters die voornamelijk herderlijke poëzie schrijft, maar ook gelegenheidsgedichten rondom verjaardagen, overlijdens of ander gebeurtenissen in de vriendenkring of daarbuiten. De leden noemen de groep een “dichtkundige maatschappij” of “Harderij”. In deze kring staat zij bekend als Astrea (de godin van de gerechtigheid) en uit gedichten die aan haar zijn opgedragen door andere leden van de kring blijkt duidelijk dat zij haar hoogachtten. De predikant Johannes d'Outrein schrijft bijvoorbeeld het Klinkdigt aan Juffr. Aletta Beck, dat later in haar bundel Mengel-digten opgenomen zal worden. Wanneer zij aan de groep vertelt dat zij Nederland gaat verlaten, schrijft Francina Jacoba van Westrem het vers Astrea, of veldklagte van de Arnheimsche Maatschappy, over het vertrek van Mejuffrou Aletta Bek, na de Caap van Goede Hoop. Te oordelen naar het aantal overgeleverde gedichten waren Aletta en Wouter Zimmers, een schrijnwerker en schilder, de meest actieve dichters in deze groep. Aletta's werk is vooral christelijk georiënteerd en zij was dan ook strenggelovig. Aletta's zus Sara Christina en haar broer Henricus zijn ook lid van deze dichtersgroep. Wanneer d'Outrein in 1703 naar Dordrecht beroepen wordt, schrijft Aletta een afscheidsgedicht dat in 1703 in het bundeltjie Afscheidsreeden gepubliceerd wordt.

### Verhuizing naar Zuid-Afrika
Er ontstaat politieke onrust in Arnhem, (de plooierijen) en daarom nemen Aletta en haar zus Sara in 1704 de wijk naar Holland. In 1705 besluit Aletta om naar de Kaap te emigreren op uitnodiging van haar broer, de ongehuwde predikant Henricus Beck. Henricus is in 1664 in Arnhem geboren, studeerde theologie in Groningen en Leiden sluit zich in 1701 aan bij de Verenigde Oostindische Companjie om predikant van Drakenstein in Kaap de Goede Hoop te worden. Hij is ook dichter en zijn grondige kennis van het Frans maakt van hem een goede kandidaat om de Franse hugenoten in Drakenstein te bedienen. Na zijn aankomst in de Kaap in april 1702 gaat hij inderdaad naar Drakenstein, maar in 1704 wordt hij in Stellenbosch als leraar aangesteld, na de zelfmoord van ds. Hercules van Loon in juni 1704. Naast zijn pastorale werk is Henricus ook boer. Hij vraagt Aletta om zich bij hem aan te sluiten en hem te ondersteunen bij het huishouden in pastorie. Aletta's voorgenomen vertrek leidt tot verdriet in de dichterskring in Arnhem en verschillende gedichten worden geschreven om haar te overreden van haar voorgenomen vertrek af te zien, onder anderen door Wouter Zimmers en Francina van Westrem.
Op 10 mei 1705 vertrekt Aletta vanaf Texel aan boord van het schip Hof van Ilpendam. Zij reist samen met schrijver en dominee Francois Valentijn en zijn vrouw Cornelia Snaats. Dit echtpaar is onderweg naar Batavia om de gemeente daar te gaan bedienen. Het schip komt op 29 september 1705 in Kaapstad aan  Francois Valentijn beschrijft in zijn boek Beschryvinge van de Kaap der Goede Hoope haar aankomst in de Kaap. Zij vestigt zich samen met haar broer in de pastorie in Stellenbosch. Hij is bij haar aankomst inmiddels verloofd met Johanna Constantia Elsevier, dochter van de sekundus Samuel Elsevier. Zij trouwen op 13 februari 1707. Aletta keurt de trouwplannen van Henricus echter niet goed en overweegt zelfs om samen met Francois Valentijn door te reizen naar Batavia. Henricus is in de jaren 1705 tot 1707 een omstreden persoon bij de tegenstanders van gouverneur Willem Adriaan van der Stelt, onder wie Adam Tas, vermoedelijk omdat hij gehuwd is met de dochter van de gouverneur en tot diens getrouwen behoort. Henricus ligt ook slecht bij de kerkraad en is betrokken bij veel conflicten. Bovendien gaat het slecht met zijn huwelijk, dat kinderloos blijft. In 1720 vertrekt zijn vrouw naar Nederland om nooit meer naar de Kaap terug te keren. Henricus is vanaf 1726 predikant van Kaapstad, waar hij in 1731 met emeritaat gaat en in 1755 overlijdt.

### Persoonlijk leven
Door het huwelijk van haar broer krijgt Aletta een andere positie in het huishouden, maar zij begint haar eigen sociale contacten en haar eigen vriendenkring op te bouwen. Op 29 december 1709 trouwt zij met de landdrost van Stellenbosch, Samuel Martini de Meurs, die uit ‘s-Hertogenbosch is gekomen en geboren werd in Dordrecht. Hij is heel wat jonger dan Aletta, want hij werd mogelijk omstreeks 1680 in geboren, maar niettemin had hij een eerder huwelijk achter de rug. Om met de zus van de dominee te kunnen trouwen, legt hij eerst de geloofsbelijdenis in de kerk af. Net zoals haar broer is Aletta's man omstreden, want er wordt beweerd dat de grote brand van Stellenbosch in december 1710 te wijten was aan zijn nalatigheid. Rond de jaarwisseling van 1710 en 1711 overlijdt hij. De oorzaak van zijn dood is niet bekend, maar omdat hij in januari 1710 zijn testament opgesteld had terwijl hij ziek en bedlegerig was, is hij waarschijnlijk overleden aan een langdurige ziekte. Aletta is zijn enige erfgenaam. Vermoedelijk wordt Aletta door de erfenis in staat gesteld om in 1711 het huis Voorgelegen in Dorpstraat aan te kopen.
Op 22 december 1715 trouwt Aletta met Kaje Jesse Slotsboo (1668–1726), kapitein-luitenant van het Kaapse garnizoen. Hij was een Deen, weduwnaar met drie kinderen, en soldaat van beroep met een lange verbintenis met de V.O.C. Hij werkte al vanaf 1699 aan de Kaap, toen hij met de boot de Stad Keulen naar de Kaap gereisd was. In 1704 werd hij bevorderd tot vaandrig, in 1708 tot luitenant en in 1713 tot kapitein-luitenant. In 1708 werd hij lid van de Kaapse Politieke Raad. Hij trouwde in 1703 met Anna Regina Harts, die in 1711 overlijdt. In oktober 1712 leidt Slotsboo een expeditie naar de “veglustige Groot-Namakwas” bij de Olifantsrivier, maar de expeditie keert terug zonder met de opstandelingen in aanraking te zijn gekomen. Na zij terugkeer in Kaapstad schrijft hij een rapport over zijn tocht met als titel Dagverhaal van luitenant Kaje Jesse Slotsboo, bygehou tijdens de expeditie naar de Groot-Namakwas 1712. Aletta en Slotsboo blijven in de Kaap wonen. Slotsboo wordt in 1718 garnizoenscommandant en in 1720 kapitein. Het echtpaar krijgt op 9 juni 1717 een zoon, die echter jong overlijdt. Slotsboo overlijdt op 20 januari 1726. Daarvoor had het echtpaar in 1724 een ander huis gekocht. Volgens het gezamenlijke testament van Aletta en Slotsboo is zij verantwoordelijk voor haar drie stiefkinderen.
Kaje Jesse Slotsboo had een zuster Louisa Adriana Slotsboo (1708–1762). Deze trouwt op 1 augustus 1723 met de Fransman Josephus de Grandpré (overleden 1761), die secretaris van de Kaapse Politieke Raad werd. De oudste zus, Maria Judith Slotsboo (1706–1741) trouwt in 1724 met de Amsterdamse koopman Daniël Nolthenius (1703–1754), die later een glansrijke carrière bij de V.O.C. heeft. Een week na dat huwelijk verlaat het echtpaar de Kaap naar Batavia, waar de echtgenoot zijn carrière voortzet. Aletta schrijft een afscheidsgedicht ter gelegenheid van hun vertrek. Na een jaar gaan Daniël en Maria naar Malakka, waar Daniël bevorderd wordt van koopman tot havenmeester, vervolgens tot opperkoopman en weer later tot hoofdadministrateur. In 1736 brengt hij het zelfs tot waarnemend gouverneur. Het echtpaar blijft kinderloos, maar neemt twee kinderen aan van overleden vrienden. Maria overlijdt op 1 juli 1741 aan koorts. Daniël trouwt hierna met de dochter van de gouverneur, Balthazarine Johanna Pasques de Chavonnes en keert in 1747 terug naar Nederland. De zoon Petrust Jesse Slotsboo (1711–1748) treedt in dienst van de V.O.C. als klerk van de Politieke Raad, boekhouder, weesmeester en diaken. Hij trouwt op 8 mei 1735 in Kaapstad met Stavelijne van Oudenaarden (1712–1752), die een nicht van zijn stiefmoeder Aletta is (namelijk de dochter van haar oudere zus Sara Christina).
Tien van de brieven van Aletta blijven bewaard in het familiearchief van haar schoonzoon Daniël Nolthenius en werden gepubliceerd in een tweedelig genealogisch overzicht Het geslacht Nolthenius, dat in 1914 en 1930 gepubliceerd werd. Uit de brieven blijkt dat Aletta steeds contact houdt met haar familie in Nederland. Zij vraagt bijvoorbeeld in 1727 toestemming bij de Provinciale Raad om een kistje met de retourvloot naar Nederland te zenden. In een brief van februari 1741 schrijft zij over haar zorgen over de Chinese arbeidersopstand van 1740 in de kolonies, waarbij binnen enkele dagen duizenden mensen vermoord werden. Een brief van begin 1743 aan de familie Nolthenius maakt melding van haar verzwakte gezondheid. Zij was op dat moment al 75 jaar oud. Volgens een aantekening van C. van der Schelde, koster van de Kaapse kerk, is “mejuffrouw Slotsboo de oude”, waarschijnlijk Aletta, op zaterdag 11 maart 1752 in Kaapstad overleden.

## Gedichten
In 1750 wordt in Amsterdam een gedichtenbundel van Aletta Beck, Mengel-digten, uitgegeven, vermoedelijk op initiatief van haar stiefschoondochter, Stavelijne van Oudenaarden. De bundel is uiterst zeldzaam, want er zijn slechts twee exemplaren bekend, een in de Nasionale Biblioteek in Kaapstad en een bij de Maatschappij der Nederlandse Letterkunde in Leiden. Vanwege deze zeldzaamheid wordt gedacht dat dit een private uitgave was. Van de 64 gedichten in de bundel zijn er 56 door Aletta geschreven, waarvan veertien na 1720 in Zuid-Afrika. Van de acht andere gedichten zijn er zeven afkomstig uit de Arnhemse dichterskring en een van een latere bewonderaar. Het zijn conventionele gedichten met klassieke en christelijke clichés. Ze staan los van de Zuid-Afrikaanse werkelijkheid en laten weinig van haar geestelijke ontwikkeling aan de Kaap zien. Er zijn gedichten bij die aan haar stiefdochter zijn gericht en ook poëtische correspondentie met Benjamin W. d'Ablaing van Haarlem, zoon van de secundus en waarnemend gouverneur van de Kaap (1707–1710), Johan Cornelis d'Ablaing. De in Nederland geschreven poëzie bestaat voornamelijk uit gelegenheidsgedichten.
In 1702 verscheen bij de Arnhemse uitgever Anthoni Smits Traanen gestort op de lijkbus van Willem de Derde. De Zegenwens aan onze veel geliefden en dierbaaren leerader, de heer Joh. d'Outrein. Op 't vertrekken van syn ew. naar Dordregt werd opgenomen in de afscheidsbundel van d'Outreins. Beide gedichten zijn ook opgenomen in de hierboven besproken Mengel-digten. Aletta Becks gedichten en haar dichttechniek bewijzen dat zij goed op hoogte was van het werk van de zeventiende-eeuwse dichters en zij verwijst dan ook in haar verzen naar Constantijn Huygens en Joannes Antonides van der Goes. Zij volgt in haar gedichten de literaire tradities van haar tijd, zodat er van vernieuwing geen sprake is. Haar poëzie biedt een blik op de leefwijze en de cultuur van een klein stadje (Arnhem) omstreeks 1700, en vooral het op intellectuele en godsdienstige karakter van de gemeenschap. Zij is ook een van de weinige dichters aan de Kaap van voor 1750 en de enige vrouwelijke dichter van deze tijd.
Drie van haar gedichten zijn opgenomen in de bloemlezing van Gerrit Komrij De Afrikaanse poëzie in een duizend en enkele gedichten, namelijk Een klip in zee, een baak op strant, 'n Klinkdicht en het lange gedicht Wintkrakeel: aan den jonkheer Benjamin Dabling, op hare koddige reize na Stellenbosch.

## Familie
Aletta Beck was dochter van Stephanus Beck en zijn tweede vrouw, Aletta van Ophuijsen. Het eerste huwelijk van Stephanus werd voltrokken op 15 april 1654 te Arnhem. Hij trouwde toen met Pieternella Breckerfeld met wie hij vier kinderen kreeg die allemaal in Arnhem gedoopt werden, namelijk David (4 februari 1655), Janneken (17 augustus 1756), David (8 april 1658) en Eva (12 juni 1659). Stephanus' eerste vrouw overleed vermoedelijk voor 1662, waarna hij op 31 december 1662 te Arnhem trouwt met Aletta van Ophuijsen, Aletta Becks moeder.
Hoewel de Arnhemse doopboeken gebrekkige informatie bevatten, blijkt dat dit echtpaar acht kinderen kreeg. De oudste zoon Hendrik (Henricus) wordt op 7 december 1664 gedoopt en de oudste dochter Petronella op 1 januari 1667. Over Aletta's geboortedatum bestaat onzekerheid. Mogelijk werd zij samen met een tweelingzuster Eva op 20 november 1667 gedoopt. Daarna werden de volgende kinderen gedoopt: Eva op 9 februari 1670, David op 3 mei 1671, weer een Eva op 26 december 1674 en ten slotte Sara Cristijn (Christina) op 22 maart 1676. Dat er drie dochters met de naam Eva werden gedoopt was niet ongewoon in deze tijd. Ouders gaven latere kinderen soms dezelfde naam als een eerder vroeg gestorven kind. Waarschijnlijk is dat het echtpaar overkomen. Over Petronella en David bestaat geen verdere informatie. Vermoedelijk zijn zij ook jong overleden.

## Publicaties
- 1750  Mengel-digten